# Matti Rajakylä
Matti Rajakylä (Kirkkonummi, 14 agosto 1984) è un ex nuotatore finlandese, specializzato negli stile libero e farfalla. Ha detenuto diversi primati nazionali finlandesi in vasca lunga e corta.

## Biografia
Si mise in mostra agli europei giovanili di Linz 2002, vincendo la medaglia di bronzo nei 50 m stile libero, terminando la gara alle spalle dello jugoslavo Milorad Čavić e dello svedese Jonas Tilly.
Rappresentò la Finlandia ai Giochi olimpici estivi di Atene 2004, gareggiando nei 100 m stile libero e nella staffetta 4x100 m misti, con Jani Sievinen, Jarno Pihlava e Jere Hård. In entrambi i casi fu estromesso nelle batterie.
Vinse tre medaglie agli europei in vasca corta. A Vienna 2004 ottenne il bronzo nella staffetta 4x50 m misti, assieme ai connazionali Tero Räty, Jarno Pihlava e Jere Hård. A Trieste 2005 guadagnò il bronzo nei 50 m farfalla, dietro allo svedese Lars Frölander e al britannico Mark Foster. A Helsinki 2006 si aggiudicò l'argento nella staffetta 4x50 m misti, di nuovo con Tero Räty, Jarno Pihlava e Jere Hård.
Tornò a vestire i colori della Finlandia alle Olimpiadi per una seconda volta a Pechino 2008, dove si piazzò rispettivamente 29º e 41º nei 50 m e 100 m stile libero.
Nell'aprile 2009 ha annunciato il ritiro dalla carriera agonistica.
Dopo il suo ritiro, conobbe in Finlandia la religiosa indù Mata Amritanandamayi, cosa che lo spinse a vivere in un Āśrama a Kerala, in India, da sei a nove mesi all'anno dal 2011 al 2017.
Lavora come allenatore di nuoto e vive a Santa Cruz, in California, con la moglie statunitense, conosciuta nell'Āśrama.

## Palmarès
- Europei in vasca corta

Vienna 2004: bronzo nella 4x50 m misti;
Trieste 2005: bronzo nei 50 m farfalla;
Helsinki 2006: argento nella 4x50 m misti;